# Dzięgiel (Poméranie)
Pour les articles homonymes, voir Dzięgiel.
Dzięgiel est une localité polonaise de la gmina rurale de Konarzyny située dans le powiat de Chojnice en voïvodie de Poméranie. Elle se trouve à environ 18 km au nord-ouest de Chojnice et 102 km au sud-ouest de la capitale régionale Gdańsk.

## Géographie

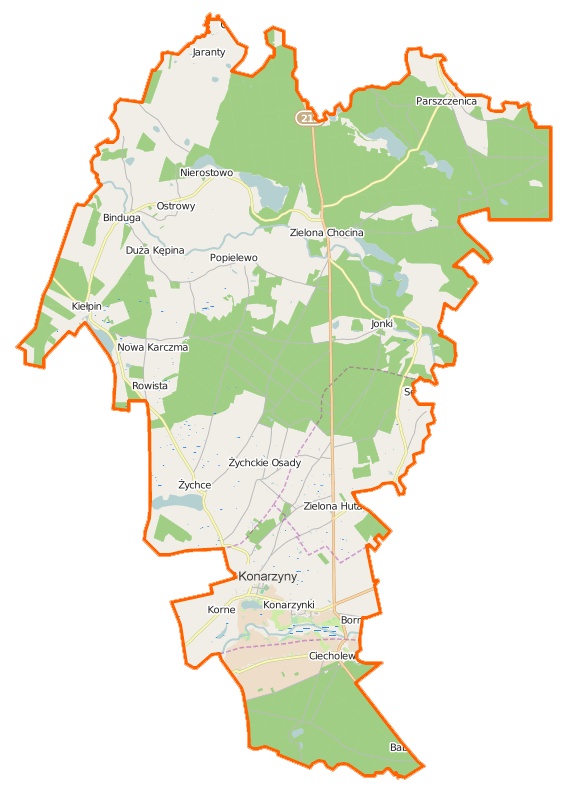
Carte de la gmina de Konarzyny.